# Zapłocie (Długie)
Zapłocie – część wsi Długie w Polsce położona w województwie podkarpackim, w powiecie krośnieńskim, w gminie Jedlicze..
W latach 1975–1998 Zapłocie administracyjnie należało do województwa krośnieńskiego.